# Pierre-Paul Bonenfant
Pour les articles homonymes, voir Bonenfant.
Pierre-Paul Bonenfant, né le 9 novembre 1936 et mort le 11 janvier 2010 ,, est un historien médiéviste, paléographe, préhistorien et archéologue belge qui fut professeur à l'Université libre de Bruxelles.
D'autres sources datent sa mort du 13 janvier 2010.

## Biographie
Pierre-Paul Bonenfant est le fils du médiéviste Paul Bonenfant et de l'historienne Anne-Marie Feytmans.
Il enseigne durant quarante ans l'histoire à l'Alma mater bruxelloise (ULB). Il a également la charge du cours de préhistoire et de protohistoire ainsi que celui de technique des fouilles.
Il est — comme son père — membre de l'Académie royale de Belgique et présida la Société royale d'archéologie de Bruxelles.
Membre aussi de la Commission royale d'Histoire, il contribue — entre autres — à la Biographie nationale.
Il est un des fondateurs du Centre archéologique de Recherche minière (CARM), qui réalisa, au début des années 1990, un projet global de protection et de mise en valeur de très grande qualité pour le site des minières néolithiques de silex de Spiennes.
Sur le terrain, il porte ses recherches principalement sur les fortifications de l'âge du fer, notamment dans le quartier d'Hastedon à Namur, à Châtelet et au Cheslé de Bérismenil, un village de l'entité de La Roche-en-Ardenne. Il effectue d'importantes fouilles dans la capitale dans la crypte de la cathédrale Saints-Michel-et-Gudule et l'aula magna du palais de Charles‑Quint sous la place royale.